# Abdel Ghani el-Gamasy
Mohamed Abdel Ghani el-Gamasy (arabe : محمد عبد الغني الجمسي) était un maréchal égyptien et il a été le commandant en chef des forces armées égyptiennes.

## Début de sa vie
El Gamasy est né le 9 septembre 1921 à Batanoon en Égypte. Il était le seul de ses cinq sœurs et frère qui a pu obtenir une éducation complète en raison du coût élevé de l'éducation à l'époque et l'éducation gratuite n'était pas encore implanté. À la fin de ses études secondaires, il rejoint l'Académie militaire de l'Égypte et obtient son diplôme en 1939.

## Guerre d'Octobre
El Gamasy était bien connu pour être le directeur des opérations pour l'ensemble des forces participant à la guerre d'octobre 1973. Il a également été nommé par Anouar el-Sadate à la tête du groupe qui a participé aux pourparlers de désengagement le 28 octobre. Il aurait pleuré pour les âmes perdues à la guerre lorsque le secrétaire d'État américain Henry Kissinger a annoncé que le président Sadate a accepté de retirer la majeure partie des forces égyptiennes du côté est du canal de Suez en échange du retrait des forces israéliennes du côté ouest du canal de Suez et de se réfugier dans la profondeur du Sinaï.

## Mort
Le 7 juin 2003, El Gamasy est décédé dans un hôpital au Caire après une longue bataille avec sa maladie.